# Terreiro Pilão de Cobre
Terreiro Pilão de Cobre ou Terreiro do Cobre como também é conhecido, está localizado no Engenho Velho da Federação, Salvador, Bahia
Um dos mais antigos terreiros de candomblé de Salvador, contemporâneo da Casa Branca do Engenho Velho e Casa de Oxumarê, sua história começa na Barroquinha por volta de 1889 e, assim como o Terreiro do Gantois, a transmissão do cargo de Ialorixá é somente entre os descendentes consanguíneos, ou seja, hierarquia familiar. Caracterizado por cultuar as três nações do Candomblé Queto, Jeje e Bantu. 
- Flaviana Maria da Conceição Bianchi filha da fundadora
- Mãe Valnizia de Airá - Mãe Val[2]